# Dipoena latifrons
Dipoena latifrons là một loài nhện trong họ Theridiidae.
Loài này thuộc chi Dipoena. Dipoena latifrons được J. Denis miêu tả năm 1950.